# Athletic Club Sparta Praha fotbal 1993-1994
Questa voce raccoglie le informazioni riguardanti l'Athletic Club Sparta Praha fotbal nelle competizioni ufficiali della stagione 1993-1994.

## Stagione
Lo Sparta Praga vince il primo storico campionato della Repubblica Ceca (Siegl è il miglior marcatore del torneo con 20 reti) raggiungendo la finale della prima edizione della Coppa della Repubblica Ceca (6-5 per il Viktoria Žižkov ai calci di rigore dopo il 2-2 dei tempi regolamentari).
In UEFA Champions League i cechi estromettono l'AIK (1-2) ma cadono agli ottavi contro l'Anderlecht (2-5).

## Calciomercato
Vengono ceduti Vrabec (Stuttgarter Kickers), Bílek (Viktoria Žižkov), Weiss (Petra Drnovice), Trval (Viktoria Žižkov) e Němec (Schalke 04).
Vengono acquistati Gunda (Nitra), Kostelník (Dukla Praga) e Budka.

## Rosa
| N. |                       | Ruolo | Calciatore     |
| -- | --------------------- | ----- | -------------- |
|    | Rep. Ceca (bandiera)  | P     | Petr Kouba     |
|    | Rep. Ceca (bandiera)  | P     | Milan Sova     |
|    | Slovacchia (bandiera) | D     | Peter Gunda    |
|    | Rep. Ceca (bandiera)  | D     | Jan Sopko      |
|    | Rep. Ceca (bandiera)  | D     | Michal Horňák  |
|    | Rep. Ceca (bandiera)  | D     | Tomáš Votava   |
|    | Rep. Ceca (bandiera)  | C     | Václav Budka   |
|    | Rep. Ceca (bandiera)  | C     | Zdeněk Svoboda |
|    | Rep. Ceca (bandiera)  | C     | Jiří Novotný   |

| N. |                       | Ruolo | Calciatore      |
| -- | --------------------- | ----- | --------------- |
|    | Rep. Ceca (bandiera)  | C     | Lumír Mistr     |
|    | Rep. Ceca (bandiera)  | C     | Roman Vonásek   |
|    | Rep. Ceca (bandiera)  | C     | Martin Frýdek   |
|    | Rep. Ceca (bandiera)  | C     | Jozef Chovanec  |
|    | Rep. Ceca (bandiera)  | C     | Pavel Nedvěd    |
|    | Slovacchia (bandiera) | C     | Josef Kostelník |
|    | Ucraina (bandiera)    | A     | Viktor Dvirnik  |
|    | Rep. Ceca (bandiera)  | A     | Jozef Kožlej    |
|    | Rep. Ceca (bandiera)  | A     | Horst Siegl     |